# Lee Hye-jin
Lee Hye-jin (Gyeonggi, 23 de janeiro de 1992) é uma ciclista olímpica sul-coreana. Hye-jin representou sua nação nos Jogos Olímpicos de Verão de 2012 nas provas de velocidade, keirin e velocidade por equipes, em Londres.